# Григорчук, Роман Иосифович
Рома́н Ио́сифович Григорчу́к (укр. Роман Йосипович Григорчук; род. 22 марта 1965, Корнич, Ивано-Франковская область) — советский и украинский футболист, ныне украинский тренер. Выступал на позиции нападающего.

## Карьера футболиста
Начинал играть в чемпионате Украины среди коллективов физкультуры, в клубах «Нива» (Бережаны) и «Покутье» (Коломыя), а потом в «Темпе» из Шепетовки. Играл два года за «Прикарпатье» в чемпионате СССР во второй союзной лиге, а потом и ещё три сезона в высшей и первой лиге чемпионата Украины. Всего за «Прикарпатье» провёл более 160 официальных матчей, в которых забил свыше 70 голов.
Позже выступал в зарубежных клубах: австрийском «Санкт-Пёльтене» и польском «Петрохемия». Затем вернулся на родину, играл в украинском «Кривбассе», где за один проведённый сезон отличился 10 голами в 26 матчах высшей лиги Украины. В 1996—1997 гг. выступал за российский «Сатурн». В 1998 году перешёл в латвийский «Динабург», где после трёх проведённых сезонов в высшем дивизионе закончил карьеру игрока.

## Тренерская карьера
В 2000 году стал главным тренером «Динабурга», где до этого был ассистентом. Летом 2005 года подписал контракт с «Вентспилсом». Вместе с командой трижды выигрывал чемпионат Латвии и дважды Кубок Латвии. Трижды признавался лучшим тренером Латвии. В августе 2009 года покинул «Вентспилс» по предварительной договорённости. Команду после него возглавил итальянский специалист Нунцио Дзаветтьери.
В октябре 2009 года возглавил запорожский «Металлург». 11 ноября 2009 года покинул «Металлург», но 8 декабря 2009 года он вновь возглавил «Металлург».
16 ноября 2010 года возглавил одесский «Черноморец», который выступал в Первой лиге Украины. На этом посту он сменил Игоря Наконечного. Также у него были предложения из клубов Азербайджана, России, и Казахстана. Вскоре Григорчук назначил своим ассистентом Михаила Савку. По итогам сезона 2010/11 во главе «Черноморца» вывел клуб в Премьер-лигу. В следующем сезоне под руководством Григорчука «Черноморец» занял итоговое 9-е место в Премьер-лиге, что было положительно воспринято руководством и болельщиками. Контракт Григорчука был продлён на 3 года. В сезоне 2012/13 под руководством Григорчука, одесский «Черноморец» занял 6-е место в Премьер-лиге, и вышел в финал Кубка Украины, завоевав тем самым право участия в Лиге Европы УЕФА. На eвроарене «Черноморец» сумел дойти до 1/16 финала Лиги Европы, были повержены такие клубы, как белградская «Црвена Звезда» (3:1, 0:0), загребское «Динамо» (2:1, 2:1), голландский ПСВ в гостях 1:0. Остановил «Черноморец» многократный чемпион Франции — лионский «Олимпик» за счёт одного гола, забитого в Лионе в самом конце матче.

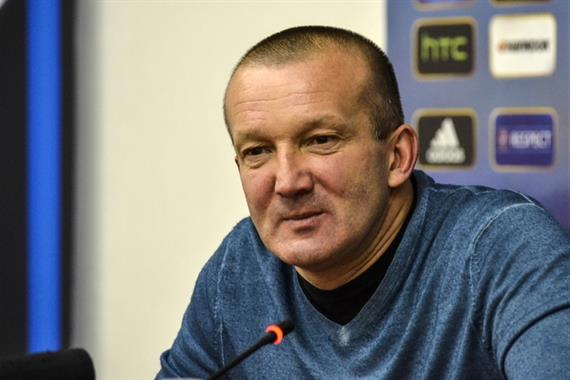
Роман Григорчук в качестве главного тренера «Черноморца», 2013 год

19 февраля 2014 года на аллее футбольной славы ФК «Черноморец» (Одесса) были открыты две новые именные плиты, одна из которых посвящена Роману Григорчуку. 16 декабря 2014 года Роман Григорчук расторгнул контракт с одесским клубом.
18 декабря 2014 года подписал предварительный контракт с азербайджанской «Габалой». Контракт вступил в силу 1 января 2015 года и рассчитан на 1,5 года. По итогам футбольного сезона 2014/15 возглавляемый им клуб завоевал бронзовые медали в элитном азербайджанском дивизионе, и получил право сыграть в Лиге Европы УЕФА. В мае 2018 года объявил о своём решении не продлевать контракт с клубом и покинул его — 29 мая клуб официально подтвердил эту информацию. За это время (три с половиной года) он дважды занимал с ней третье место, дважды брал «серебро», дважды выводил команду в групповой этап Лиги Европы, а также два раза в финал национального кубка.
1 июня 2018 года возглавил чемпиона Казахстана «Астану». 13 января 2020 года Роман Григорчук расторгнул контракт с казахстанским клубом. За это время команда под его руководством стала чемпионом Казахстана и обладателем Суперкубка, а в групповом этапе Лиги Европы сумела обыграть «Манчестер Юнайтед».
Летом 2020 года возглавил «Шахтёр» Солигорск, клуб осенью стал чемпионом страны. Через два месяца был уволен с поста главного тренера за неудачное выступление команды в предварительном раунде сначала Лиги чемпионов, а затем Лиги конференций.
30 декабря 2021 года назначен на пост главного тренера ФК «Черноморец». В том же месяце вышла автобиография Григорчука «Чемпион трёх стран».
26 июня 2024 года Григорчук подписал 2-летний контракт с «Нефтчи», став главным тренером клуба. 7 октября 2024 года его контракт с клубом был расторгнут по взаимному соглашению. Под его руководством «Нефтчи» провел 9 туров в Чемпионате Азербайджана, записав на свой счет 5 ничьих и 4 поражения.

### Тренерская статистика
| Клуб        | Страна      | Начало работы   | Завершение работы | Показатели | Показатели | Показатели | Показатели | Показатели |
| Клуб        | Страна      | Начало работы   | Завершение работы | И          | В          | Н          | П          | % побед    |
| ----------- | ----------- | --------------- | ----------------- | ---------- | ---------- | ---------- | ---------- | ---------- |
| Динабург    | Латвия      | 1 января 2000   | 3 июля 2005       | 120        | 50         | 21         | 49         | 041,67     |
| Вентспилс   | Латвия      | 4 июля 2005     | 11 августа 2009   | 59         | 38         | 7          | 14         | 064,41     |
| Металлург З | Украина     | 22 октября 2009 | 10 ноября 2009    | 3          | 1          | 1          | 1          | 033,33     |
| Металлург З | Украина     | 8 декабря 2009  | 10 мая 2010       | 15         | 7          | 1          | 7          | 046,67     |
| Черноморец  | Украина     | 16 ноября 2010  | 16 декабря 2014   | 147        | 63         | 37         | 47         | 042,86     |
| Габала      | Азербайджан | 1 января 2015   | 29 мая 2018       | 146        | 68         | 37         | 41         | 046,58     |
| Астана      | Казахстан   | 1 июня 2018     | 31 декабря 2019   | 66         | 40         | 7          | 19         | 060,61     |
| Шахтер С    | Беларусь    | 5 сентября 2020 | 23 июля 2021      | 31         | 22         | 2          | 7          | 070,97     |
| Черноморец  | Украина     | 30 декабря 2021 | 26 июня 2024      | 64         | 22         | 10         | 32         | 034,38     |
| Нефтчи      | Азербайджан | 26 июня 2024    | 7 октября 2024    | 9          | 0          | 5          | 4          | 000,00     |
| ЛНЗ         | Украина     | 18 декабря 2024 | 26 мая 2025       | 13         | 2          | 6          | 5          | 015,38     |
| Итого       | Итого       | Итого           | Итого             | 673        | 313        | 134        | 226        | 046,51     |

## Достижения

### В качестве игрока
«Прикарпатье»
- Победитель Первой лиги Украины: 1993/94
- Серебряный призёр чемпионата УССР: 1991

### В качестве тренера
«Динабург»
- Финалист Кубка Латвии: 2001

«Вентспилс»
- Чемпион Латвии (3): 2006, 2007, 2008
- Серебряный призёр чемпионата Латвии: 2009
- Бронзовый призёр чемпионата Латвии: 2005
- Обладатель Кубка Латвии (2): 2005, 2007
- Обладатель Кубка Ливонии: 2008
- Финалист Кубка Латвии: 2008
- Финалист Кубка чемпионов Содружества: 2007
- Финалист Балтийской лиги: 2007

«Черноморец»
- Финалист Кубка Украины: 2012/13
- Серебряный призёр Первой лиги Украины: 2010/11

«Габала»
- Серебряный призёр чемпионата Азербайджана (2): 2016/17, 2017/18
- Бронзовый призёр чемпионата Азербайджана (2): 2014/15, 2015/16
- Финалист Кубка Азербайджана (2): 2016/17, 2017/18

«Астана»
- Чемпион Казахстана: 2019
- Обладатель Суперкубка Казахстана: 2019

«Шахтёр Солигорск»
- Чемпион Белоруссии: 2020
- Обладатель Суперкубка Белоруссии: 2021

### Личные
- Лучший бомбардир Первой лиги Украины: 1992/93
- Лучший тренер Латвии: 2009[28]
- Лучший тренер месяца украинской Премьер-лиги: июль-август 2023